# Neuhausen (Offenberg)

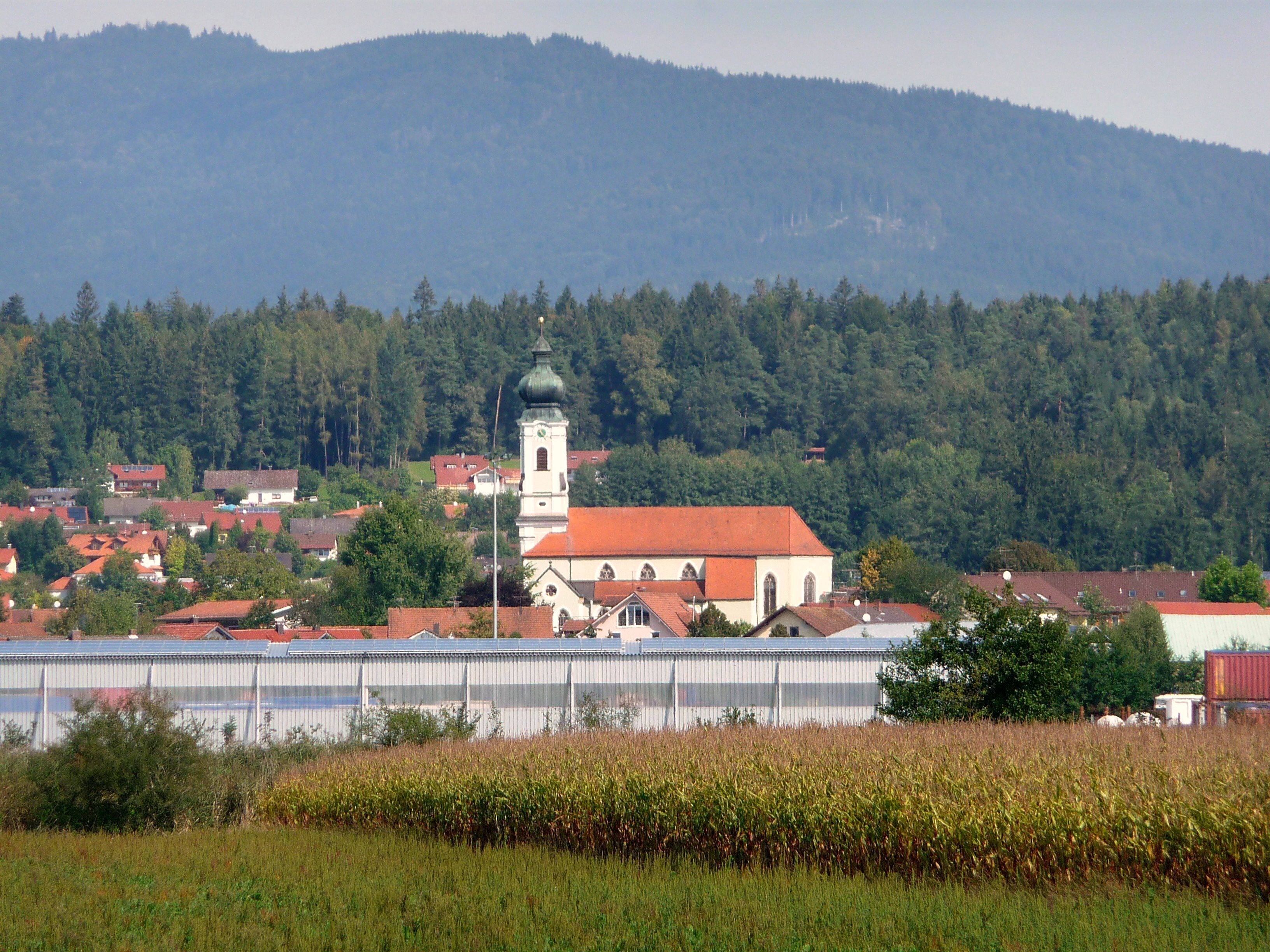
Blick auf Neuhausen mit der Pfarrkirche St. Vitus

Neuhausen ist ein Gemeindeteil und Hauptort der Gemeinde Offenberg im niederbayerischen Landkreis Deggendorf. Der Gemeindeteil hatte am 31. Dezember 2023 2.053 Einwohner.

## Lage
Das Pfarrdorf Neuhausen liegt etwa einen Kilometer nordwestlich von Metten an der Staatsstraße 2125.

## Geschichte
Neuhausen wurde im 9./10. Jahrhundert durch Mönche des nahe gelegenen Klosters Metten gegründet. Die Pfarrei Neuhausen ist eine Urpfarrei der Region. Im Jahr 1275 erhielt der Abt des Klosters Metten das Recht, den Pfarrer in Neuhausen zu bestimmen. Über Jahrhunderte wurde die Pfarrei als Vikariat des Klosters seelsorglich betreut. In politischer Hinsicht war die Hofmark Neuhausen im Landgericht Mitterfels eng mit der Hofmark Offenberg verbunden.
Das erste Schulhaus wurde bereits zu Beginn des 17. Jahrhunderts erbaut. Es handelte sich um einen großen, einstöckigen Holzbau am Ortseingang Neuhausens. Die Lehrer dieser Zeit waren gleichzeitig Mesner und Totengräber. Bis zur Erbauung des Pfarrhofes im Jahre 1813 blieb dem aus dem Kloster Metten kommenden Pfarrer eine Kammer im alten Schulhaus vorbehalten.
Bei der Bildung der Steuerdistrikte 1808/1811 kam Neuhausen zum Steuerdistrikt Metten und bei der Gemeindebildung 1821 zur aus Teilen der Steuerdistrikte Metten und Offenberg gebildeten Gemeinde Offenberg. Neuhausen wurde auch Teil des ebenfalls 1821 errichteten Patrimonialgerichtes II. Klasse Offenberg, das bis zur Abschaffung der Patrimonialgerichtsbarkeit im Jahr 1848 bestand.
Am 8. Mai 1831 richtete Neuhausen zusammen mit den Orten Kleinschwarzach, Hubing und Unterried die Bitte an den König, von der Gemeinde Offenberg abgetrennt und polizeilich der Stadt Deggendorf zugeteilt zu werden, was jedoch am 10. März 1832 endgültig abgelehnt wurde.
Das neue Schulhaus wurde 1965 erbaut. Es konnte nach zweieinhalbjähriger Bauzeit zum Schuljahr 2000/2001 saniert und erweitert werden.

## Sehenswürdigkeiten

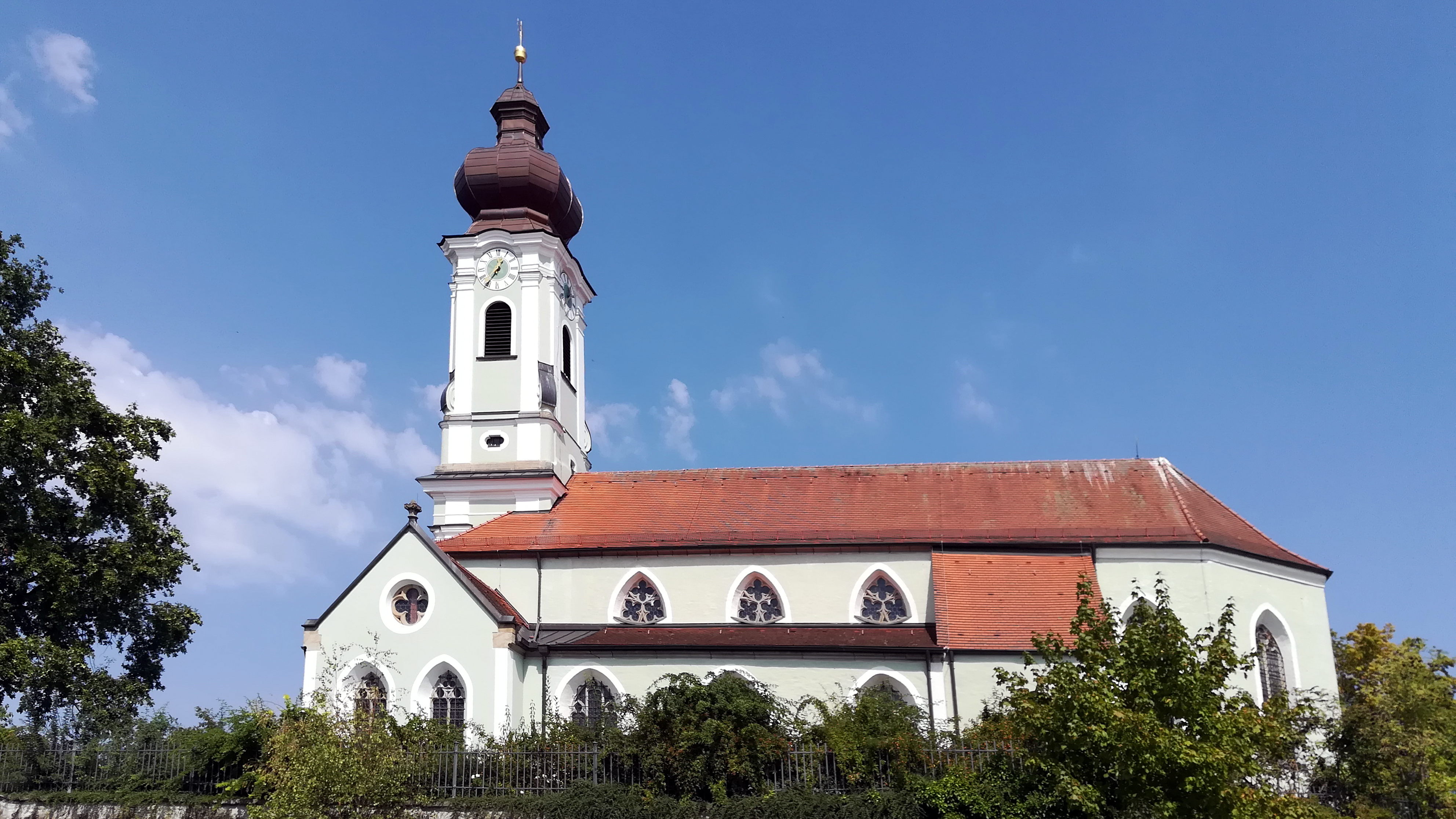
Pfarrkirche St. Vitus

- Pfarrkirche St. Vitus. Die im Kern spätgotische Kirche aus der Zeit um etwa 1450 bis 1500 hat einen romanischen Turmunterbau. Sie wurde 1726 durch den Straubinger Stadtbaumeister Jakob Ruesch barockisiert, 1875/1876 um das nördliche Seitenschiff erweitert und im Inneren regotisiert. Bei der Renovierung 1962 entfernte man die neugotischen Altäre und die Kanzel. Erhalten blieben die original spätgotischen Steinbildwerke und Schnitzfiguren sowie als einziges Stück der Barockausstattung eine schmerzhafte Muttergottes.

## Bildung und Erziehung
- Kindergarten St. Vitus
- Grundschule Neuhausen

## Vereine
- CSU Ortsverband Neuhausen-Offenberg
- Freiwillige Feuerwehr Neuhausen, gegründet am 29. November 1896
- Indoor Flyers Neuhausen
- Kath. Arbeitnehmerbewegung Neuhausen-Offenberg
- Kath. Landjugendbewegung (KLJB) Neuhausen
- Kirchenchor Neuhausen
- Preller-Schützen Neuhausen e. V., gegründet am 1. November 1959
- Preller Altschützen Neuhausen
- Kultur- und Spaßgesellschaft
- Newhouse Strings
- Musikverein Neuhausen e. V., gegründet 2009
- Verein für Gartenbau und Landespflege
- SPD-Ortsverein Neuhausen
- SV Neuhausen Offenberg e. V., gegründet 1950
- Sportkegelclub 1977 Neuhausen
- Tennisclub Neuhausen-Offenberg, gegründet am 12. April 1986
- Freundeskreis Roncone e.V.